# Saint-Jory
 Saint-Jory  là một xã ở tỉnh Haute-Garonne vùng Occitanie tây nam nước Pháp. Xã Saint-Jory nằm ở khu vực có độ cao trung bình 119 mét trên mực nước biển.
Lâu đài Saint-Jory thế kỷ 16 là một di tích lịch sử được Bộ Văn hoá Pháp công nhận.

## Di tích

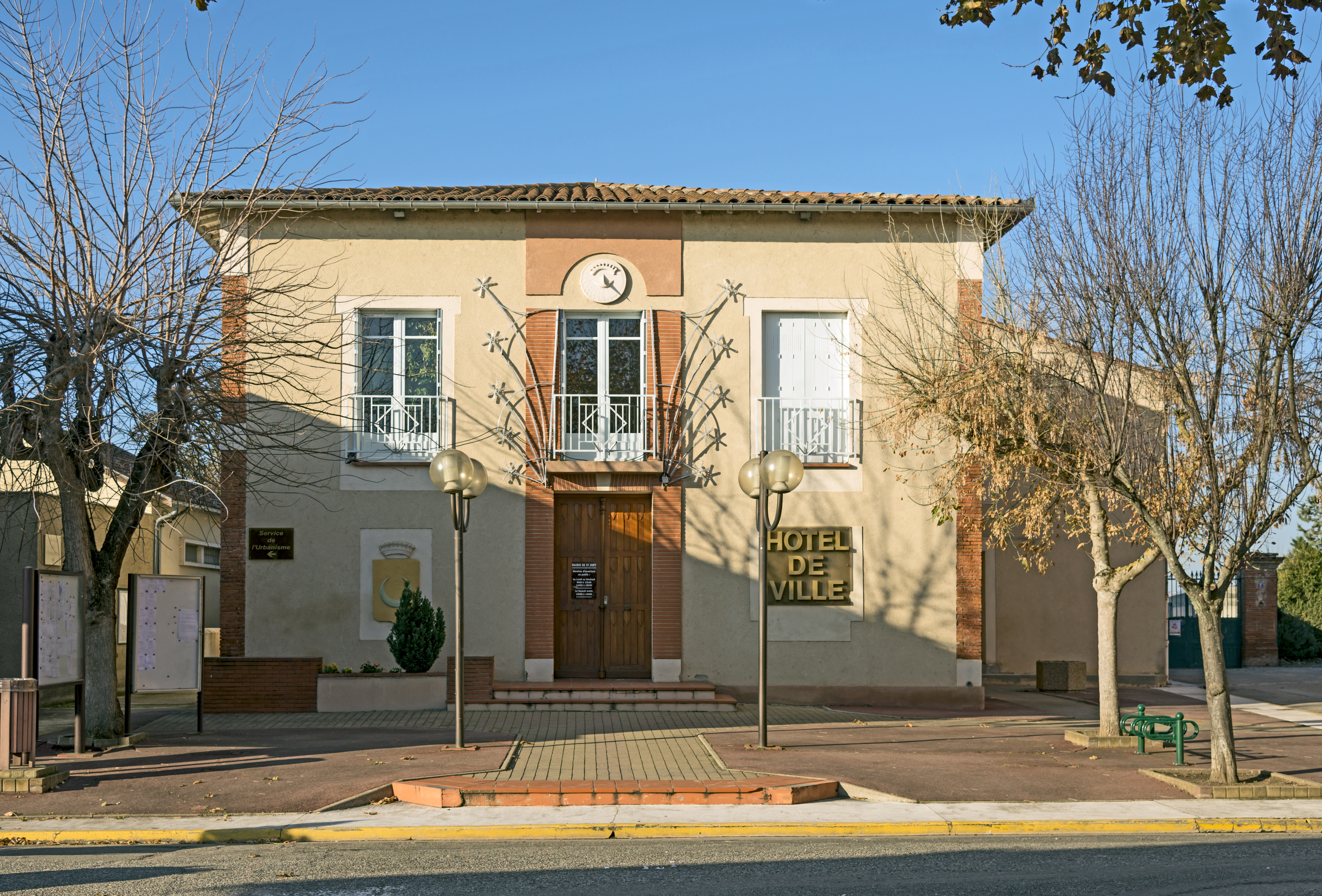
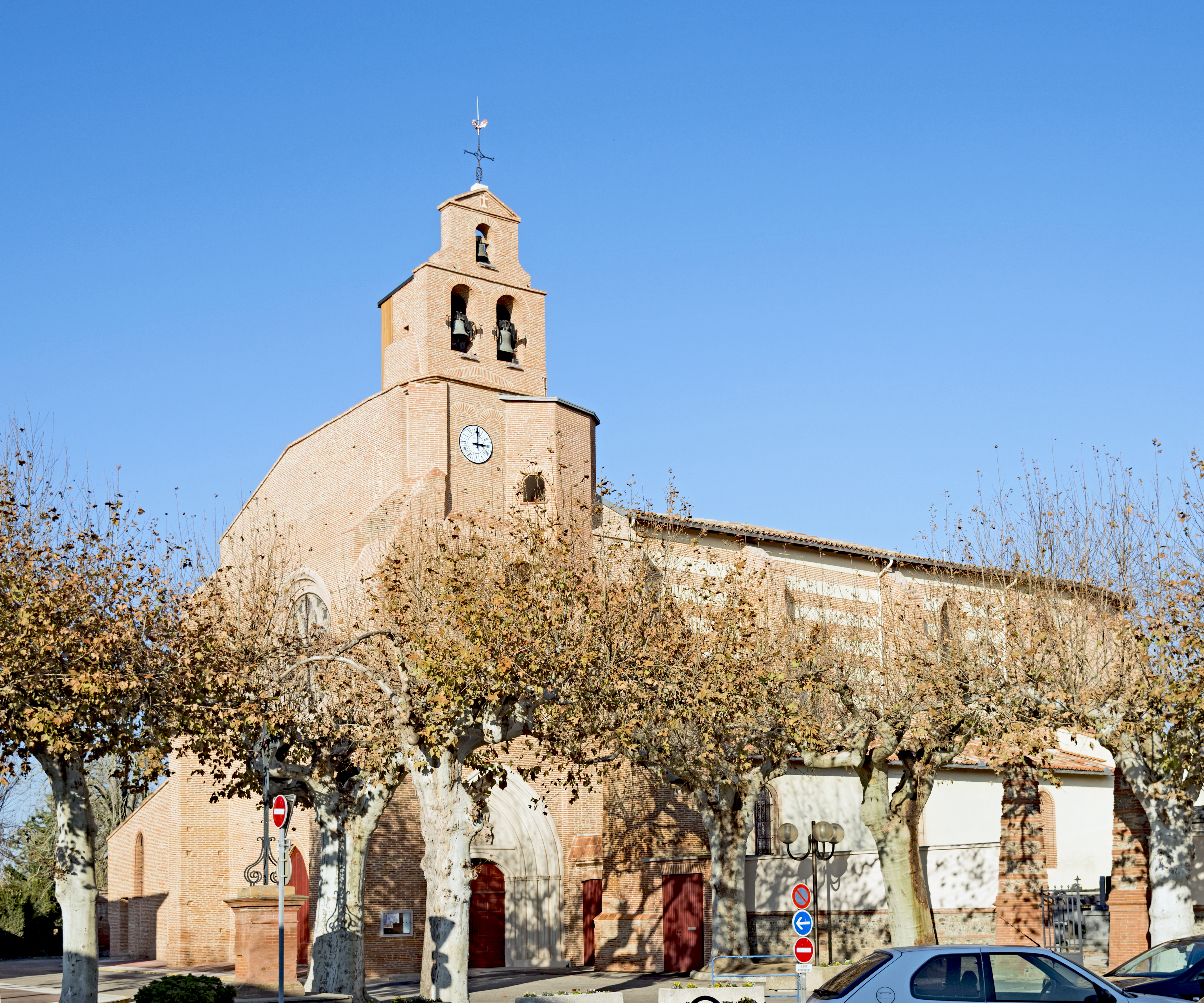
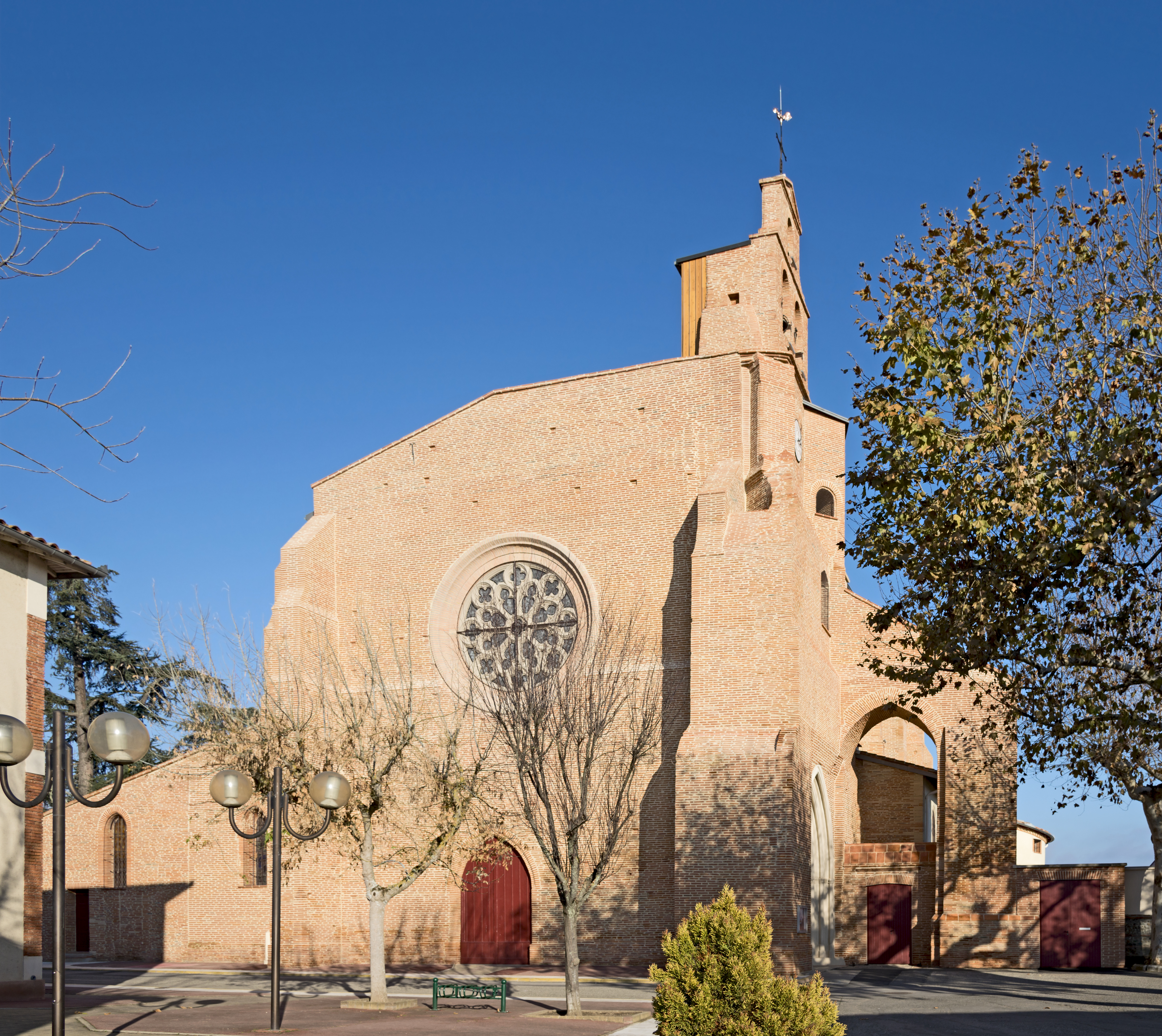
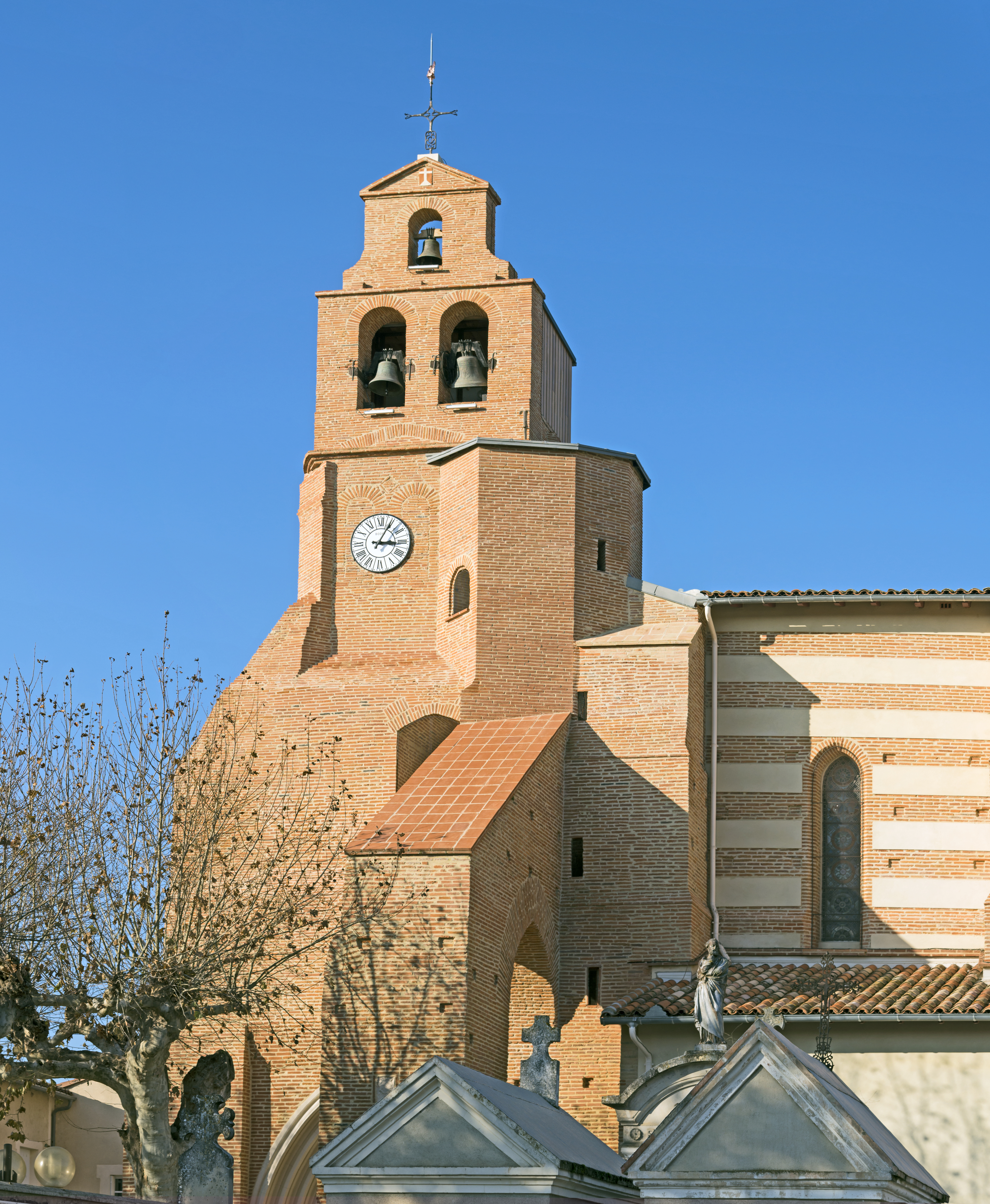